# Spinal Cord
Spinal Cord – polska grupa muzyczna wykonująca thrash/death metal. Zespół powstał w sierpniu 1999 roku w Busku-Zdroju w składzie Michał „Barney” Bachrij (śpiew), Piotr „Smoq” Smodrzewski (gitara elektryczna), Michał „Boba” Dobaj (gitara basowa), Sebastian „Basti” Łuszczek (perkusja) oraz Krystian „Dino” Wojdas (gitara elektryczna).
W kwietniu 2000 roku w lubelskim Hendrix Studio zespół we współpracy z Arkadiuszem Malczewskim nagrał swoje pierwsze demo zatytułowane AD.2000. Wydawnictwo zostało zmiksowane natomiast przez Grzegorza Piwkowskiego. Tego samego roku zespół wystąpił podczas trasy koncertowej Behemoth's Millenium Tour 2000 wraz z grupami Behemoth, Devilyn i Nomad. W 2001 roku Łuszczek i Wojdas nawiązali współpracę z grupą Devilyn. Łuszcek dołączył także do grupy Hell-Born.
W listopadzie 2002 roku w dębickim Screw Factory Studio zespół rozpoczął nagrania swojego debiutanckiego albumu pt. Remedy. W styczniu roku 2003 zespół podpisał kontrakt płytowy z wytwórnią muzyczną Empire Records nakładem której album ukazał się 23 maja tego samego roku. W czerwcu w ramach Empire Invasion Tour 2003 zespół wystąpił wraz z grupami Dies Irae, Hate, Lost Soul i Esqarial.
W 2004 roku z grupy odszedł basista Michał „Boba” Dobaj, którego zastąpił Marcin „Novy” Nowak znany z występów w grupach Vader i Behemoth. W nowym składzie ponownie w Screw Factory Studio w Dębicy we współpracy z Januszem Brytą zespół rozpoczął nagrania drugiego albumu Stigmata of Life (2004) zmiksowanego przez braci Wiesławskich w białostockim Hertz Studio.
W 2007 roku z przyczyn osobistych z zespołu odeszli wokalista Bachrij oraz gitarzysta Smodrzewski. Obowiązki wokalisty zespołu przejął basista Marcin „Novy” Nowak. W 2008 roku w trzyosobowym składzie zespół rozpoczął pracę nad albumem Schizmatech. W 2010 roku do zespołu powrócił wokalista Michał „Barney” Bachrij. Skład został także poszerzony o drugiego gitarzystę – Piotra „Żuru” Szydłowskiego.

## Muzycy
| Obecny skład zespołu - Michał „Barney” Bachrij – śpiew (1999–2007, od 2010) - Krystian „Dino” Wojdas – gitara (od 1999) - Piotr „Żuru” Szydłowski – gitara (od 2010) - Szymon Ziółkowski – gitara basowa (od 2012) - Sebastian „Basti” Łuszczek – perkusja (od 1999) |  | Byli członkowie zespołu - Piotr „Smoq” Smodrzewski – gitara (1999–2007) - Michał „Boba” Dobaj (zmarły) – gitara basowa (1999–2004) - Marcin „Novy” Nowak – gitara basowa (2004–2012) |

## Dyskografia
- A.D.2000 (demo, 2000, wydanie własne)
- Remedy (2003[11], Empire Records, 2004, Crash Music)
- Stigmata of Life (2004[12], Empire Records)